# Dantès (bande dessinée)
Pour l’article homonyme, voir Dantès (homonymie).
Dantès est une bande dessinée suivant l’histoire d’un trader qui accomplira méthodiquement sa vengeance après avoir été l’instrument et la victime malheureuse d’une machination financière. Cette série reprend la trame du roman Le Comte de Monte-Cristo (le héros trahi par ses proches qui revient pour assouvir sa vengeance) dans une époque moderne racontée par Pierre Boisserie et Philippe Guillaume et dessinée par Erik Juszezak. 
L’aspect thriller financier est au centre du premier cycle. L'éditeur est Dargaud.

## Synopsis
Cette série transpose l’histoire du Comte de Monte-Cristo dans le monde de la finance moderne.
L’histoire commence en 2000 avec l’arrivée, dans une grande soirée réunissant le tout-Paris de la finance, d’un certain Christopher Dantès. L’homme fait sensation car c’est la première fois qu’on le voit: il est apparemment connu pour son immense fortune mais l’on ne sait rien de lui. Et l’on comprend qu’il est là pour se venger de différents personnages présents à cette soirée.
L’histoire se déplace douze ans plus tôt, en 1988. Un jeune et brillant trader parisien, Alexandre, est chargé par sa banque de développer des transactions sur le MATIF, le tout nouveau marché à terme d’instruments financiers; un marché sur lequel on peut prendre de très grosses positions en engageant très peu d’argent. Ce qui permet de faire de très gros bénéfices quand on a bien prévu l’évolution des cours et de perdre énormément dans le cas contraire.
Enthousiaste et un peu naïf, Alexandre se lance à fond dans cette aventure, secondé par son meilleur ami Thierry. Il bénéficie du soutien total du président de sa banque et des conseils avisés d’un mystérieux investisseur très informé.
Mais petit à petit, les choses se dérèglent. Des prises de position malheureuses entraînent de lourdes pertes qu’Alexandre dissimule. Les règles sont de plus en plus souvent ignorées. Et il apparaît qu’en fait Alexandre est manipulé. Les dirigeants de la banque organisent la faillite de l’établissement et le jeune homme fera office de coupable tout trouvé. Quand le scandale éclate, Alexandre est lâché de tous et se trouve même accusé du meurtre du seul responsable de la banque qui était prêt à l’aider.

## Personnages principaux
- Christopher Dantès (Alexandre en 1988, jeune trader employé par la banque BGCI),
- Thierry Minez, ex trader adjoint qui dirige une agence de communication,
- Marion Tagher, son ex-petite amie qui a épousé Thierry Minez,
- Jean Saint-Hubert, l’ex banquier devenu directeur du cabinet du Ministre des Finances,
- Sylvie Fontaine, l’auditrice interne installée depuis à son compte,
- Michel Bonnefond, le spéculateur devenu PDG du fonds Millenia
- Lucie Mondran, la pigiste devenue rédactrice en chef d’Échosphère

## Albums

### Première saison. Cycle 1
- 1. La Chute d’un trader, Dargaud, France, 1er septembre 2007
Scénario : Pierre Boisserie et Philippe Guillaume - Dessin : Erik Juszezak - Couleurs : Juliette Nardin - (ISBN 978-2-205-05945-8)
- 2. Six années en enfer, Dargaud, France, 1er septembre 2008
Scénario : Pierre Boisserie et Philippe Guillaume - Dessin : Erik Juszezak - Couleurs : Juliette Nardin - (ISBN 978-2-205-06059-1)

### Première saison. Cycle 2
- 3. Le Visage de la vengeance, Dargaud, France, 28 août 2009
Scénario : Pierre Boisserie et Philippe Guillaume - Dessin : Erik Juszezak - Couleurs : Juliette Nardin - (ISBN 978-2-205-06240-3)
- 4. Pour solde de tout compte, Dargaud, France, 3 septembre 2010
Scénario : Pierre Boisserie et Philippe Guillaume - Dessin : Erik Juszezak - Couleurs : Juliette Nardin - (ISBN 978-2-205-06386-8)

### Première saison. Cycle 3
- 5. Le Complot politique, Dargaud, France, 23 septembre 2011
Scénario : Pierre Boisserie et Philippe Guillaume - Dessin : Erik Juszezak - Couleurs : Juliette Nardin - (ISBN 978-2-205-06727-9)
- 6. L'Affrontement final, Dargaud, France, 24 août 2012
Scénario : Pierre Boisserie et Philippe Guillaume - Dessin : Erik Juszezak - Couleurs : Juliette Nardin - (ISBN 978-2-205-06771-2)

### Deuxième saison
- 7. Le Poison d'ébène, Dargaud, France, 20 septembre 2013
Scénario : Pierre Boisserie et Philippe Guillaume - Dessin : Erik Juszezak - Couleurs : Florence Spiteri - (ISBN 978-2-205-07105-4)
- 8. Vérités toxiques, Dargaud, France, 5 septembre 2014
Scénario : Pierre Boisserie et Philippe Guillaume - Dessin : Erik Juszezak - Couleurs : Amélie Vidal - (ISBN 978-2-205-07221-1)

### Troisième saison
- 9. Contrefaçons, Dargaud, France, 5 juin 2015
Scénario : Pierre Boisserie et Philippe Guillaume - Dessin : Erik Juszezak - Couleurs : Amélie Vidal - (ISBN 978-2-205-07360-7)
- 10. Dernier acte, Dargaud, France, 25 mars 2016
Scénario : Pierre Boisserie et Philippe Guillaume - Dessin : Erik Juszezak - Couleurs : Amélie Vidal - (ISBN 978-2-205-07448-2)

## Analyse
En interview sur le site bédéphile ActuaBD, Pierre Boisserie indique avoir lu de nombreux livres sur les scandales de la bourse notamment Rogue Trader de Nick Leeson, trader britannique qui causa, du fait de ses manipulations boursières et comptables, la ruine de la plus prestigieuse banque anglaise, la Barings.
Philippe Guillaume raconte, en interview sur le site bédéphile Auracan, sa rencontre avec Pierre Boisserie en 2003 et l’idée de faire un Comte de Monte-Cristo moderne qui s’est très vite imposée et concrétisée en 2007.
Le dessinateur Erik Juszezak évoque, lors de la sortie du 10e et dernier tome, une belle et longue histoire de huit années qui se termine et se réjouit que les lecteurs aient suivi cette série.
En 2015, l'enseignante universitaire, Sylvie Martin-Mercier, publie chez Belphégor, revue internationale plurilingue arbitrée de niveau universitaire, consacrée à l'étude des littératures populaires et de la culture médiatique, une analyse poussée de la série. Elle indique que le trader est parfaitement resitué dans un contexte professionnel et social vraisemblable, que son activité ne sert pas à installer un décor séduisant mais porte solidement l’intrigue et contribue à faire connaître le milieu boursier au grand public.
Pour elle, la série – fiction ancrée dans un cadre vraisemblable – apporte un éclairage fouillé et équilibré sur le monde réel de la finance parisienne à la fin des années quatre-vingt. Au-delà du complot qui le tient en haleine, le lecteur découvre précisément certaines opérations et plusieurs aspects techniques de l’activité boursière, les multiples acteurs intervenant dans ce domaine ainsi que les contacts pouvant exister entre monde de la finance, milieux politiques et éventuellement crime organisé.

## Accueil critique
Le quotidien économique, Les Échos, publie, du 16 juillet au 24 août 2007 le premier tome en mentionnant un hommage moderne au comte de Monte-Cristo.
Le tome 1 reçoit à sa sortie de bonnes critiques. Le site bédéphile ActuaBD évoque un thriller financier à la trame fluide. L'autre site bédéphile, Planète BD, parle de série prometteuse qui comblera pleinement les amateurs. Enfin, le quotidien Le Parisien, décrit une diabolique machination du monde de la finance où les intrigues n'ont rien à envier aux séries policières.
Un an plus tard, le tome 2 est qualifié de très bon divertissement par ActuaBD. Ce même site indique l'année suivante lors de la sortie du tome 3 que Dantès tient ses promesses à mi-parcours.
Quant au site bédéphile Auracan, il souligne une scénario bien détaillé, une prestation dessins d’excellente facture et des couleurs tout en finesse
.
Pour la deuxième saison se déroulant en Afrique occidentale, le site de critiques et d'informations littéraires, onlalu,  relève que les qualités de la première saison sont au rendez-vous et le plaisir aussi. Le site Auracan indique pour sa part que ce nouveau cycle commence très bien avec un récit parfaitement construit, digne des meilleurs reportages à la fois financiers et écologiques.
Enfin, lors de la sortie de l'ultime tome de la série, le quotidien régional Ouest-France souligne qu'Érik Juszezak portraitise les personnages avec une infinie minutie, tout comme il adore planter des décors d’un réalisme saisissant.